# Hydroptila thuna
Hydroptila thuna är en nattsländeart som beskrevs av Olah 1989. Hydroptila thuna ingår i släktet Hydroptila och familjen smånattsländor. Inga underarter finns listade i Catalogue of Life.